# Alexander (Kansas)
Alexander is een plaats (city) in de Amerikaanse staat Kansas, en valt bestuurlijk gezien onder Rush County.

## Demografie
Bij de volkstelling in 2000 werd het aantal inwoners vastgesteld op 75.
In 2006 is het aantal inwoners door het United States Census Bureau geschat op 68, een daling van 7 (-9,3%).

## Geografie
Volgens het United States Census Bureau beslaat de plaats een oppervlakte van
0,6 km², geheel bestaande uit land. Alexander ligt op ongeveer 633 m boven zeeniveau.

## Plaatsen in de nabije omgeving
De onderstaande figuur toont nabijgelegen plaatsen in een straal van 28 km rond Alexander.